# 約書亞樂團
約書亞樂團（英語：Joshua Band）是一個1998年創立於臺灣，屬於華人華語的當代基督教音樂團體，至今錄製了多張敬拜讚美專輯及流行福音創作專輯。成軍至今共發行超過20張流行敬拜讚美專輯，每年於臺灣各地舉辦敬拜讚美巡迴演唱。

## 成員
- 團長 - 孫立衡
- Lead Vocal - 周巽光（台北靈糧堂青年牧區區牧長）、璽恩、陳州邦(Vocal leader)、曾晨恩、謝思穎、曹之懿、李曉茹(Jamie)
- Vocalist - 羅君典、蔡依純、陳雅玲(Sunay)、劉芳妤、何彥臻、金品齊、林芊秀(Fiona)、吳健美、楊蒨時、吳宇婕、馬永蒂、芙賽‧以撒、林蘘、張菲比、曾子瑄、鄭牧德、馬勝恩、高承恩、廖梓翔、李奇勳、張育恩
- KB手 - 劉淑莉(現任)、李宛叡(現任)、吳唯農(現任)、林兆南(現任)、洪以琳(現任)、張涵禕(現任)、陳純郁(現任)、黃馨慧、郭逸凡、褚治軒
- 吉他手 - 孫立衡(現任&音樂總監)、張元興(現任)、王英州(現任)、許書珩(現任)、彭湃(現任)、陳冠民、陳逸宏、柯智元、黃正安
- Bass手 - 簡道生(現任)、簡偉倫(現任)、曾裕文(現任)、張峻豪(現任)、楊繼武
- 鼓手 - 蔣孟平(現任)、洪德耀(現任)、陳帟紳(現任)、黃金龍、方翊瑋、Jessie

## 大事記
- 1998年9月：由4位團員創立：周巽光、張元興、劉淑莉、蔡佩真。
- 2000年12月25日：第一張敬拜讚美專輯「祂的國度 祂的榮耀」發行。
- 2003年：首度參與活動「才藝品格營-喚回榮耀世紀」。
- 2004年：首度國外巡迴，於北美、香港、馬來西亞。
- 2005年：製作《大衛帳幕的榮耀》敬拜禱告專輯系列第1輯 「聽我的呼求」。
- 2006年12月：擔任「台北的聖誕節」活動晚會開場敬拜樂團(備註：團員 趙治德創作【台北的聖誕節】榮膺本活動主題曲)。
- 2007年：約書亞樂團無名小站開站。
- 2007年12月：再度擔任「台北的聖誕節」活動晚會開場敬拜樂團，《台北的聖誕節》同時再度榮膺本活動主題曲。
- 2008年：歌曲《緊緊跟隨你》KTV上櫃。
- 2008年7月10日：第10張敬拜讚美專輯《超自然Supernatural》發行。（該專輯同時進軍華人流行音樂市場，首週在台灣玫瑰大眾唱片行銷售創下國語流行排行第3名佳績，而 5大唱片行也寫下前10名共計進榜8週的成績）
- 2009年：Facebook粉絲專頁開站。
- 2009年9月：製作88水災「捐88救88」募款活動主題曲《台灣我愛你》(受中華基督教救助協會&國度豐收協會的邀請，此曲共計有孫越、蕭敬騰、陳德容、邰正宵、璽恩……等20多位藝人合唱)。
- 2011年：新浪微博粉絲頁開站。
- 2012年：開辦「超自然敬拜學院」。
- 2012年10月1日：製作Gateway第一張中文專輯《主掌權The Lord Reigns》。
- 2013年：優酷粉絲頁開站
- 2014年1月1日：製作Bethel Music第一張中文專輯《為了這個世界For the Sake of the World》。
- 2015年7月1日：製作Hillsong Y&F 第一張中文專輯《這就是活著 THIS IS LIVING》。
- 2016年：第18張敬拜讚美專輯《雙膝跪下．觸摸天堂 Touching Heaven on Bended Knees》發行；製作《Gateway 第四張中文專輯》城牆 Walls、《The Best of Bethel Music 金選中文專輯1》。
- 2017年：第19張敬拜讚美專輯《這是真愛 Fight for Love》發行；製作大衛帳幕的榮耀–敬拜禱告專輯系列第10輯《主祢是我們的太陽》。
- 2018年：第20張敬拜讚美專輯 父的筵席 Feast of The Father （首張全創作敬拜專輯）發行；製作Hillsong Worship 第一張中文專輯《何等榮美的名 What A Beautiful Name》。
- 2019年：第21張敬拜讚美專輯 我願降服 I Surrender (第二張全創作專輯) 發行；於約書亞成立後第21年，周巽光牧師卸下約書亞樂團團長一職，交給新一代團長，完成交替，約書亞邁入下一個階段

## 歷年專輯列表
- 2000年
  - 第1張敬拜讚美專輯	祂的應許 祂的軍隊
  - 第2張敬拜讚美專輯	祂的國度 祂的榮耀
- 2001年
  - 第3張敬拜讚美專輯	觸摸到你 Reaching For You
- 2003年
  - 第4張敬拜讚美專輯	抓住永恆 Eternity
  - 第5張敬拜讚美專輯	榮美輝煌 Magnificent
- 2004年
  - 第6張敬拜讚美專輯	直到世界盡頭 To the Ends of the Earth
- 2005年
  - 第7張敬拜讚美專輯	打開眾城門 Open Up The Gates
- 2006年
  - 第8張敬拜讚美專輯	向列國宣告 We Speak to Nation
- 2007年
  - 第9張敬拜讚美專輯	榮美的救主 Beautiful Savior
- 2008年
  - 第10張敬拜讚美專輯	超自然 Supernatural
- 2009年
  - 第11張敬拜讚美專輯	Happy Day
- 2010年
  - 第12張敬拜讚美專輯	天國文化復興
- 2011年
  - 第13張敬拜讚美專輯	永遠掌權 Forever Reign
- 2012年
  - 第14張敬拜讚美專輯	愛贏了 Let Love Win（live於天國文化現場錄音）
- 2013年
  - 第15張敬拜讚美專輯	亞洲為耶穌 Asia for JESUS
- 2014年
  - 第16張敬拜讚美專輯  堅強的愛 Strong love (live於天國文化現場錄音)
- 2015年
  - 第17張敬拜讚美專輯  SET A FIRE 點燃
- 2016年
  - 第18張敬拜讚美專輯  Touching Heaven on Bended Knees 雙膝跪下‧觸摸天堂（live 於天國文化現場錄音）
- 2017年
  - 第19張敬拜讚美專輯  這是真愛 FIGHT FOR LOVE
- 2018年
  - 第20張敬拜讚美專輯  父的筵席 Feast of The Father （首張全創作敬拜專輯）[1]
- 2019年
  - 第21張敬拜讚美專輯 我願降服 I surrender
- 2020年
  - 第22張敬拜讚美專輯 都指向你 All Lead To You
- 2021年
  - 第23張敬拜讚美專輯 跨越 Get There
- 2022年
  - 第24張敬拜讚美專輯 通往祢的路 Way To You
- 2023年
  - 第25張敬拜讚美專輯 氣息 Breath
- 2024年
  - 第26張敬拜讚美專輯 像極了天堂 Just Like Heaven

- 2005年 張大衛帳幕的榮耀 聽我的呼求
- 2006年
  - 第2張大衛帳幕的榮耀 禱告的殿
- 2007年
  - 第3張大衛帳幕的榮耀 祂使我滿足
- 2008年
  - 第4張大衛帳幕的榮耀 我相信神蹟
- 2009年
  - 第5張大衛帳幕的榮耀 為摯愛的土地
- 2010年
  - 第6張大衛帳幕的榮耀 上帝能夠
- 2011年
  - 第7張大衛帳幕的榮耀 恢復榮耀
- 2012年
  - 第8張大衛帳幕的榮耀 為著你的榮耀
- 2015年
  - 第9張大衛帳幕的榮耀 竭力追求
- 2017年
  - 第10張大衛帳幕的榮耀 主你是我們的太陽
- 2020年
  - 第11張大衛帳幕的榮耀 溫柔聖靈
- 2024年
  - 第12張大衛帳幕的榮耀 傾倒我全所有

- 2012年
  - 第1張Gateway中文專輯 [2]
- 2013年
  - 第2張Gateway中文專輯 [3]
- 2014年
  - 第3張Gateway中文專輯 [4]
- 2016年
  - 第4張Gateway中文專輯 [5]
- 2021年
  - 第5張Gateway中文專輯 [6]

- 2014年
  - 第1張Bethel中文專輯 [7]
  - 第2張Bethel中文專輯 [8]

## 相關連結
- Asia for Jesus約書亞樂團 （页面存档备份，存于）(繁/簡)官方網站
- Joshua Band 約書亞樂團 （页面存档备份，存于）Facebook粉絲頁
- 約書亞樂團 Joshua Band （页面存档备份，存于） Youtube頻道
- 约书亚乐团 （页面存档备份，存于）優酷頻道
- 約書亞樂團新浪微博粉絲頁
- 超自然敬拜學院 （页面存档备份，存于）
- Asia for Jesus國度豐收協會 （页面存档备份，存于）